# Samuel L. Jackson
Samuel Leroy Jackson (sinh ngày 21 tháng 12 năm 1948) là một nam diễn viên người Mỹ. Ông từng có một số vai diễn nhỏ trong phim Goodfellas trước khi gặp "người thầy" của mình là  Morgan Freeman và đạo diễn Spike Lee. Sau khi giành được lời khen ngợi cho vai diễn trong Jungle Fever năm 1991, ông tiếp tục xuất hiện trong các bộ phim như Patriot Games, Amos & Andrew, True Romance và Công viên kỷ Jura. Năm 1994, ông đã đóng Jules Winnfield trong phim Pulp Fiction và diễn xuất của ông đã nhận được sự hoan nghênh cũng như nhiều đề cử trao giải.
Đến nay Samuel L. Jackson đã xuất hiện trên 100 bộ phim, trong đó có Die Hard with a Vengeance, The 51st State, Jackie Brown, Unbreakable, Gia đình siêu nhân, Black Snake Moan, Shaft, Rắn độc trên không, Django Unchained, bộ ba phần trước của Chiến tranh giữa các vì sao, bên cạnh đó là các vai diễn nhỏ trong Kill Bill phần 2 và Inglourious Basterds của Quentin Tarantino.
Ông đã đóng Nick Fury trong Iron Man, Iron Man 2, Thor, Captain America: Kẻ báo thù đầu tiên, và Marvel's The Avengers, năm trong số các phim chuyển thể của Marvel Cinematic Universe và ông đã lồng tiếng nhân vật Frank Tenpenny trong tựa game cướp đường phố Grand Theft Auto: San Andreas. Nhiều vai diễn của Jackson đã khiến ông là một trong những diễn viên bội thu nhất từ phòng vé. Trong suốt sự nghiệp của mình, Jackson đã giành được vô số giải thưởng và được nhắc đến trong nhiều phương tiện truyền thông khác nhau, trong các phim, truyền hình dài kỳ và các bài hát. Năm 1980, ông đã kết hôn với LaTanya Richardson, hai người có với nhau một con gái Zoe.
Vào tháng 10 năm 2011, Jackson đã vượt qua Frank Welker để trở thành diễn viên điện ảnh có doanh thu cao nhất mọi thời đại.

## Thuở nhỏ
Jackson được sinh ra ở Washington, D.C. và lớn lên ở Chattanooga, Tennessee, là người con duy nhất của ông Roy Henry Jackson và Elizabeth Harriett (nhũ danh Montgomery). Cha ông sống xa nhà, ở Kansas City, Missouri và sau đó thì chết do chứng nghiện rượu. Jackson chỉ gặp cha mình hai lần trong đời. Jackson được nuôi dưỡng bởi mẹ, người từng là một công nhân nhà máy và sau đó làm cho một bệnh viện tâm thần, và cùng với ông bà ngoại trong một đại gia đình. Theo như kết quả phân tích DNA, Jackson có một phần nguồn gốc là người Benga ở Gabon, và ông đã trở thành công dân nhập tịch của Gabon vào năm 2019. Jackson từng theo học một số trường tách biệt  và tốt nghiệp trường Trung học Riverside ở Chattanooga. Ông chơi kèn , kèn piccolo , kèn trumpet và sáo Pháp trong dàn nhạc của trường. Jackson từng mắc chứng nói lắp trong thời thơ ấu và học cách "giả làm người khác không nói lắp". Đến tận bây giờ, ông vẫn sử dụng từ "mofo" để vượt qua một khối giọng nói. Ông vẫn có những ngày mà mình nói lắp. Ban đầu ông từng có ý định theo học ngành sinh vật biển nên ông theo học tại Đại học Morehouse ở Atlanta, Georgia. Tuy nhiên, sau khi tham gia một nhóm diễn xuất địa phương để kiếm thêm điểm trong một lớp học, Jackson đã cảm thấy hứng thú với diễn xuất và chuyển sang chuyên ngành của mình. Trước khi tốt nghiệp vào năm 1972, ông đồng sáng lập Nhà hát Just Us.
Sau vụ ám sát Martin Luther King Jr. vào năm 1968, Jackson đã tham dự lễ tang của King ở Atlanta với tư cách là một trong những người mở màn. Sau đó, ông đến Memphis, Tennessee, để tham gia một cuộc tuần hành phản đối quyền bình đẳng. Trong một cuộc phỏng vấn của cuộc diễu hành năm 2005, ông tiết lộ, "Tôi tức giận về vụ ám sát, nhưng tôi không bị sốc vì nó. Tôi biết rằng sự thay đổi sẽ dẫn đến một điều gì đó khác biệt - không phải ngồi yên, không phải là sự chung sống hòa bình." Năm 1969, Jackson và một số sinh viên khác bắt các thành viên của hội đồng quản trị trường Cao đẳng Morehouse (bao gồm cả Martin Luther King Sr.) làm con tin trong khuôn viên trường, yêu cầu cải cách chương trình giảng dạy và quản trị của trường. Trường đại học cuối cùng đã đồng ý thay đổi chính sách của mình, nhưng Jackson đã bị buộc tội và cuối cùng bị kết tội giam giữ trái pháp luật, một trọng tội cấp độ hai. Sau đó, ông bị đình chỉ hai năm vì tiền án và hành vi của mình. Sau đó, ông trở lại trường đại học để lấy bằng cử nhân phim truyền hình vào năm 1972. Trong khi bị đình chỉ, ông đã nhận một công việc như một nhân viên xã hội ở Los Angeles. Anh quyết định quay trở lại Atlanta, nơi ông gặp Stokely Carmichael, H. Rap Brown, và những người khác hoạt động trong phong trào Quyền lực Đen. Ông bắt đầu cảm thấy được trao quyền khi tham gia vào phong trào, đặc biệt là khi nhóm bắt đầu mua súng. Tuy nhiên, trước khi ông có thể tham gia vào bất kỳ cuộc đối đầu vũ trang quan trọng nào, bà Elizabeth đã gửi ông đến Los Angeles sau khi FBI cảnh báo bà rằng ông sẽ chết trong vòng một năm nếu ông ở lại với nhóm. Trong một cuộc phỏng vấn năm 2018 với Vogue, Jackson phủ nhận việc mình là thành viên của Black Panther Party .

## Danh sách phim

### Phim điện ảnh
| Year | Title                                                               | Role                               | Notes                           |
| ---- | ------------------------------------------------------------------- | ---------------------------------- | ------------------------------- |
| 1972 | Together for Days                                                   | Stan                               |                                 |
| 1980 | The Exterminator                                                    | Julian Fleck                       |                                 |
| 1981 | Ragtime                                                             | Wesley Ferdinand                   |                                 |
| 1987 | Magic Sticks                                                        | Bum                                | Credited as Sam Jackson         |
| 1987 | Eddie Murphy Raw                                                    | Jon Kelcourse                      |                                 |
| 1988 | Coming to America                                                   | Hold-Up Man                        |                                 |
| 1988 | School Daze                                                         | Leeds                              |                                 |
| 1989 | Do the Right Thing                                                  | Mister Señor Love Daddy            | Credited as Sam Jackson         |
| 1989 | Sea of Love                                                         | Black Guy                          |                                 |
| 1990 | Def by Temptation                                                   | Minister Garth                     |                                 |
| 1990 | A Shock to the System                                               | Ulysses                            |                                 |
| 1990 | Betsy's Wedding                                                     | Taxi Dispatcher                    |                                 |
| 1990 | Mo' Better Blues                                                    | Madlock                            |                                 |
| 1990 | The Exorcist III                                                    | Blind Dream Man                    |                                 |
| 1990 | Goodfellas                                                          | Parnell Steven "Stacks" Edwards    |                                 |
| 1990 | The Return of Superfly                                              | Nate Cabot                         |                                 |
| 1991 | Strictly Business                                                   | Monroe                             |                                 |
| 1991 | Jungle Fever                                                        | Gator Purify                       |                                 |
| 1991 | Jumpin' at the Boneyard                                             | Mr. Simpson                        |                                 |
| 1991 | Johnny Suede                                                        | B-Bop                              |                                 |
| 1992 | Juice                                                               | Trip                               |                                 |
| 1992 | Patriot Games                                                       | Robby Jackson                      |                                 |
| 1992 | White Sands                                                         | Greg Meeker                        |                                 |
| 1992 | Fathers & Sons                                                      | Marshall                           |                                 |
| 1993 | Menace II Society                                                   | Tat Lawson                         |                                 |
| 1993 | Loaded Weapon 1                                                     | Sgt. Wes Luger                     |                                 |
| 1993 | Amos & Andrew                                                       | Andrew Sterling                    |                                 |
| 1993 | Công viên kỷ Jura                                                   | John Raymond Arnold                |                                 |
| 1993 | True Romance                                                        | Big Don                            |                                 |
| 1994 | Fresh                                                               | Sam                                |                                 |
| 1994 | Chuyện tào lao                                                      | Jules Winnfield                    |                                 |
| 1994 | The New Age                                                         | Dale                               |                                 |
| 1994 | Hail Caesar                                                         | Mailman                            |                                 |
| 1994 | Assault at West Point: The Court-Martial of Johnson Whittaker       | Richard Theodore Greener           |                                 |
| 1994 | The Search for One-eye Jimmy                                        | Đại tá Ron                         |                                 |
| 1995 | Kiss of Death                                                       | Calvin Hart                        |                                 |
| 1995 | Đương đầu với thử thách 3                                           | Zeus Carver                        |                                 |
| 1995 | Losing Isaiah                                                       | Kadar Lewis                        |                                 |
| 1995 | Fluke                                                               | Rumbo (voice)                      |                                 |
| 1996 | The Great White Hype                                                | Rev. Fred Sultan                   |                                 |
| 1996 | Một thời giết chóc                                                  | Carl Lee Hailey                    |                                 |
| 1996 | The Long Kiss Goodnight                                             | Mitch Henessey                     |                                 |
| 1996 | Hard Eight                                                          | Jimmy                              |                                 |
| 1996 | Trees Lounge                                                        | Wendell                            |                                 |
| 1996 | Teens and Guns: Preventing Violence                                 | Himself                            | Used in schools                 |
| 1997 | One Eight Seven                                                     | Trevor Garfield                    |                                 |
| 1997 | Eve's Bayou                                                         | Louis Batiste                      | Also producer                   |
| 1997 | Jackie Brown                                                        | Ordell Robbie                      |                                 |
| 1998 | Tinh cầu                                                            | Harry Adams                        |                                 |
| 1998 | The Negotiator                                                      | Lt. Danny Roman                    |                                 |
| 1998 | The Red Violin                                                      | Charles Morritz                    |                                 |
| 1998 | Out of Sight                                                        | Hejira Henry                       | Không được công nhận            |
| 1999 | Chiến tranh giữa các vì sao: Tập I – Hiểm họa bóng ma               | Mace Windu                         |                                 |
| 1999 | Biển xanh sâu thẳm                                                  | Russell Franklin                   |                                 |
| 2000 | Rules of Engagement                                                 | Col. Terry L. Childers             |                                 |
| 2000 | Shaft                                                               | John Shaft II                      |                                 |
| 2000 | Unbreakable                                                         | Elijah Price / Mr. Glass           |                                 |
| 2001 | The Caveman's Valentine                                             | Romulus Ledbetter                  | Also executive producer         |
| 2001 | The 51st State                                                      | Elmo McElroy                       |                                 |
| 2002 | Changing Lanes                                                      | Doyle Gipson                       |                                 |
| 2002 | Chiến tranh giữa các vì sao: Tập II – Sự xâm lăng của người Vô tính | Mace Windu                         |                                 |
| 2002 | XXX                                                                 | Đặc vụ Augustus Gibbons            |                                 |
| 2002 | No Good Deed                                                        | Jack Friar                         |                                 |
| 2003 | Basic                                                               | Sergeant Nathan West               |                                 |
| 2003 | S.W.A.T.                                                            | Sgt. Dan "Hondo" Harrelson         |                                 |
| 2003 | Kẻ huỷ diệt 3: Kỷ nguyên người máy                                  | William Candy (lồng tiếng)         | Cảnh đã bị cắt                  |
| 2004 | Twisted                                                             | John Mills                         |                                 |
| 2004 | Kill Bill: Volume 2                                                 | Rufus                              |                                 |
| 2004 | Gia đình siêu nhân                                                  | Lucius Best / Frozone(lồng tiếng)  |                                 |
| 2004 | In My Country                                                       | Langston Whitfield                 |                                 |
| 2004 | Unforgivable Blackness: The Rise and Fall of Jack Johnson           | Jack Johnson (voice)               | Documentary film                |
| 2004 | The N-Word                                                          | Himself                            | Documentary film                |
| 2005 | Coach Carter                                                        | Ken Carter                         |                                 |
| 2005 | XXX: State of the Union                                             | Agent Augustus Gibbons             |                                 |
| 2005 | Chiến tranh giữa các vì sao: Tập III – Sự trả thù của người Sith    | Mace Windu                         |                                 |
| 2005 | The Man                                                             | Derrick Vann                       |                                 |
| 2006 | Freedomland                                                         | Lorenzo Council                    |                                 |
| 2006 | Rắn độc trên không                                                  | Agent Neville Flynn                |                                 |
| 2006 | Home of the Brave                                                   | Dr. Will Marsh                     |                                 |
| 2006 | Black Snake Moan                                                    | Lazarus Woods                      |                                 |
| 2007 | Farce of the Penguins                                               | Narrator (lồng tiếng)              |                                 |
| 2007 | 1408                                                                | Gerald Olin                        |                                 |
| 2007 | Resurrecting the Champ                                              | Bob Satterfield                    |                                 |
| 2007 | Cleaner                                                             | Tom Cutler                         |                                 |
| 2008 | Jumper                                                              | Agent Roland Cox                   |                                 |
| 2008 | Người Sắt                                                           | Nick Fury                          | After-credit                    |
| 2008 | Chiến tranh giữa các Vì sao: Chiến tranh vô tính                    | Mace Windu (lồng tiếng)            |                                 |
| 2008 | Lakeview Terrace                                                    | Abel Turner                        |                                 |
| 2008 | Soul Men                                                            | Louis Hinds                        |                                 |
| 2008 | The Spirit                                                          | The Octopus                        |                                 |
| 2008 | Gospel Hill                                                         | Paul Malcolm                       | Uncredited                      |
| 2009 | Siêu nhí Astro                                                      | ZOG (voice)                        |                                 |
| 2009 | Mother and Child                                                    | Paul                               |                                 |
| 2009 | Inglourious Basterds                                                | Narrator (lồng tiếng)              | Không được công nhận            |
| 2010 | Quantum Quest: A Cassini Space Odyssey                              | Fear (voice)                       |                                 |
| 2010 | Unthinkable                                                         | Henry Harold Humphries             |                                 |
| 2010 | Người Sắt 2                                                         | Nick Fury                          |                                 |
| 2010 | The Other Guys                                                      | Detective PK Highsmith             |                                 |
| 2011 | African Cats                                                        | Narrator (lồng tiếng)              | Documentary film                |
| 2011 | Thor                                                                | Nick Fury                          | Khách mời, không được công nhận |
| 2011 | Đội trưởng Mỹ: Kẻ báo thù đầu tiên                                  | Nick Fury                          | Cameo                           |
| 2011 | Arena                                                               | Logan                              |                                 |
| 2012 | The Samaritan                                                       | Foley                              |                                 |
| 2012 | Biệt đội siêu anh hùng                                              | Nick Fury                          |                                 |
| 2012 | Meeting Evil                                                        | Richie                             |                                 |
| 2012 | Zambezia                                                            | Tendai (voice)                     |                                 |
| 2012 | Django Unchained                                                    | Stephen                            |                                 |
| 2013 | Turbo                                                               | Whiplash (voice)                   |                                 |
| 2013 | Oldboy                                                              | Chaney                             |                                 |
| 2014 | Reasonable Doubt                                                    | Clinton Davis                      |                                 |
| 2014 | RoboCop                                                             | Patrick "Pat" Novak                |                                 |
| 2014 | Đội trưởng Mỹ: Chiến binh mùa đông                                  | Nick Fury                          |                                 |
| 2014 | Kite                                                                | Karl Aker                          |                                 |
| 2014 | Big Game                                                            | President William Alan Moore       |                                 |
| 2014 | Mật vụ Kingsman                                                     | Richmond Valentine                 |                                 |
| 2015 | Biệt đội siêu anh hùng: Đế chế Ultron                               | Nick Fury                          |                                 |
| 2015 | Barely Lethal                                                       | Hardman                            |                                 |
| 2015 | Chi-Raq                                                             | Dolmedes                           |                                 |
| 2015 | The Hateful Eight                                                   | Major Marquis Warren               |                                 |
| 2016 | Cell                                                                | Tom McCourt                        |                                 |
| 2016 | Huyền thoại Tarzan                                                  | George Washington Williams         |                                 |
| 2016 | I Am Not Your Negro                                                 | Narrator (lồng tiếng)              | Phim tài liệu                   |
| 2016 | Mái ấm lạ kỳ của cô Peregrine                                       | Mr. Barron                         |                                 |
| 2016 | Eating You Alive                                                    | Himself                            | Phim truyền hình                |
| 2017 | XXx: Phản đòn                                                       | Đặc vụ Augustus Gibbons NSA        |                                 |
| 2017 | Kong: Đảo đầu lâu                                                   | Trung tá Preston Packard           |                                 |
| 2017 | The Hitman's Bodyguard                                              | Darius Kincaid                     |                                 |
| 2017 | Unicorn Store                                                       | The Salesman                       |                                 |
| 2018 | Biệt đội siêu anh hùng: Cuộc chiến vô cực                           | Nick Fury                          | Uncredited cameo                |
| 2018 | Gia đình siêu nhân 2                                                | Lucius Best / Frozone (lồng tiếng) |                                 |
| 2018 | Life Itself                                                         | Himself                            |                                 |
| 2019 | Glass                                                               | Elijah Price / Mr. Glass           |                                 |
| 2019 | Đại úy Marvel                                                       | Nick Fury                          |                                 |
| 2019 | Biệt đội siêu anh hùng: Hồi kết                                     | Nick Fury                          |                                 |
| 2019 | Shaft                                                               | John Shaft II                      |                                 |
| 2019 | Người Nhện: Xa nhà                                                  | Nick Fury                          |                                 |
| 2019 | The Last Full Measure                                               | Takoda                             |                                 |
| 2020 | The Banker                                                          | Joe Morris                         |                                 |
| 2021 | Vệ sĩ sát thủ 2: Nhà có nóc                                         | Darius Kincaid                     |                                 |
| 2022 | Blazing Samurai                                                     | Jimbo (lồng tiếng)                 |                                 |
| 2023 | Biệt Đội Marvel                                                     | Nick Fury                          |                                 |